# Limnophyes aagaardi
Limnophyes aagaardi är en tvåvingeart som beskrevs av Ole Anton Saether 1991. Limnophyes aagaardi ingår i släktet Limnophyes och familjen fjädermyggor.
Artens utbredningsområde är Norge. Arten är reproducerande i Sverige. Inga underarter finns listade i Catalogue of Life.